# Triticum turanicum

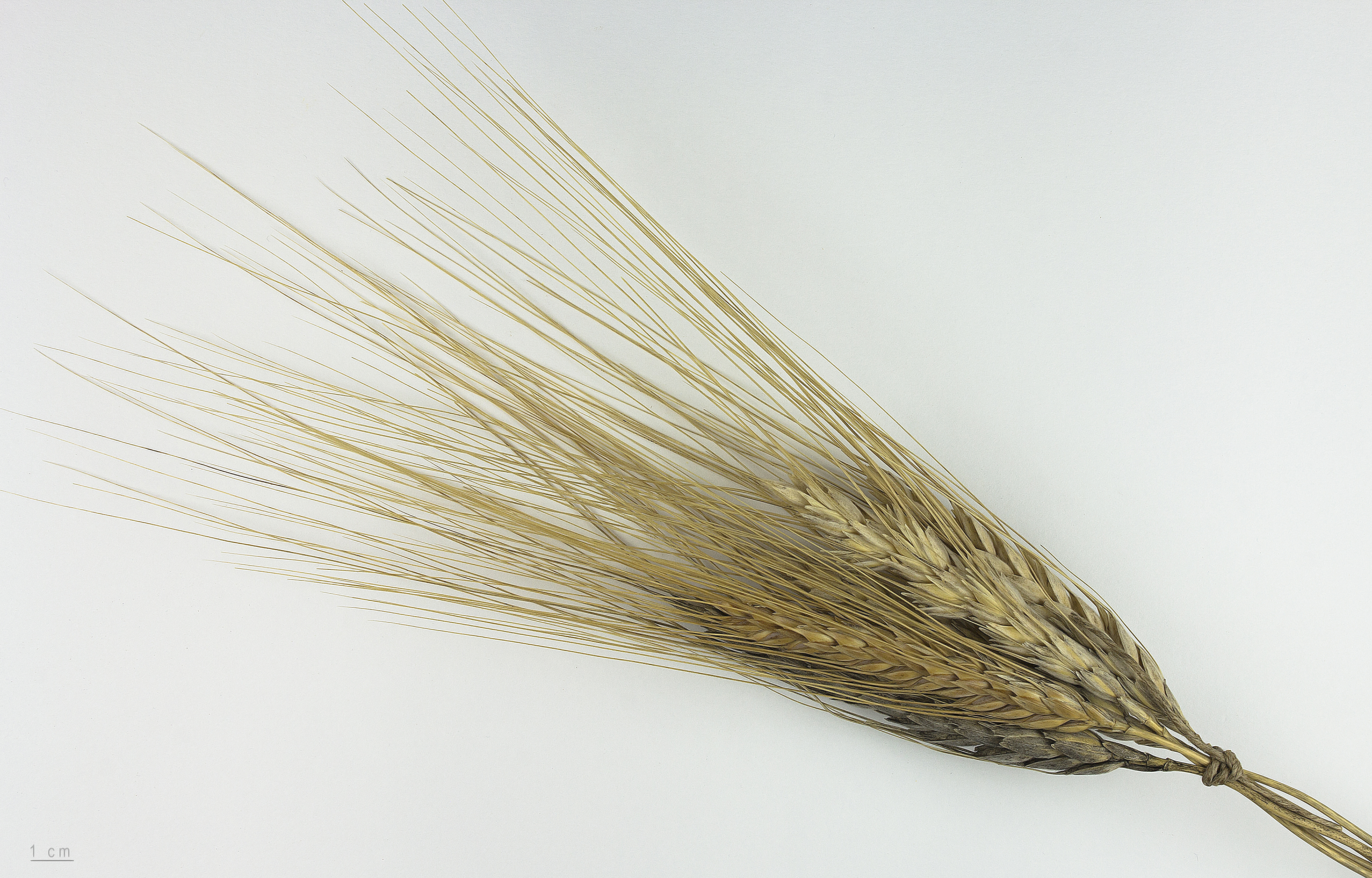
Triticum turgidum subsp. turanicum

Triticum turanicum là một loài thực vật có hoa trong họ Hòa thảo. Loài này được Jakubz. miêu tả khoa học đầu tiên năm 1947.

## Hình ảnh

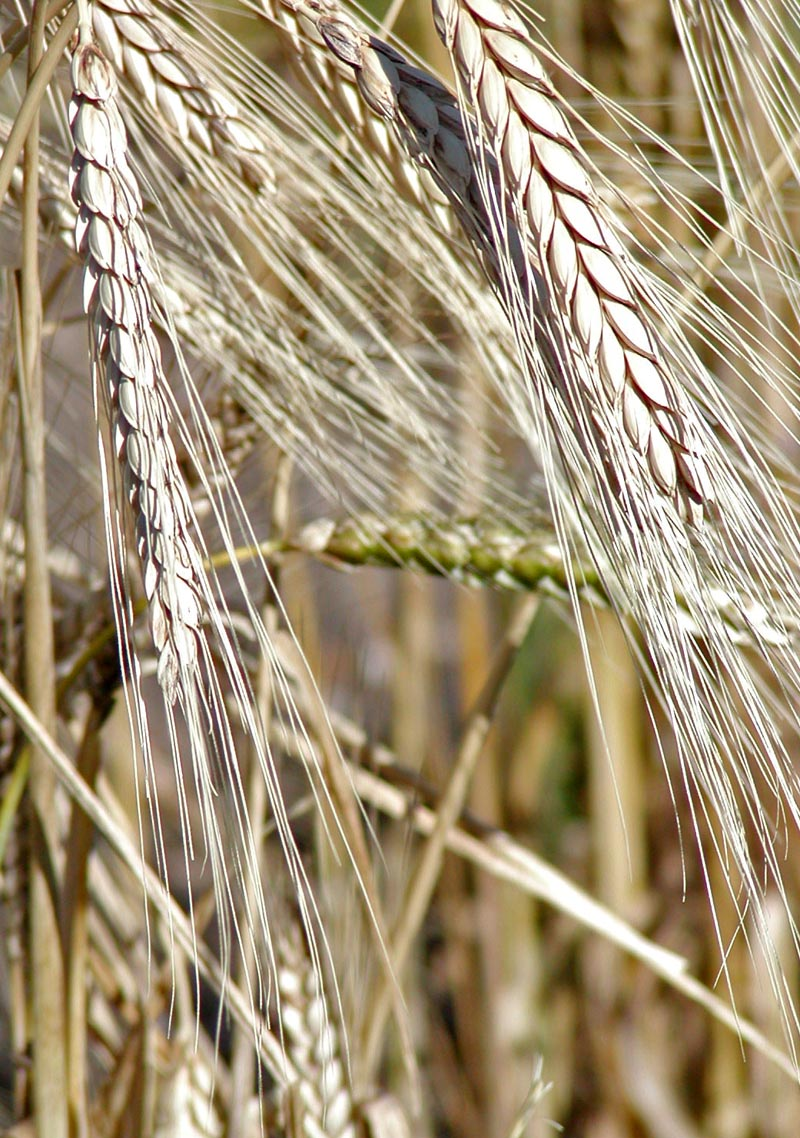
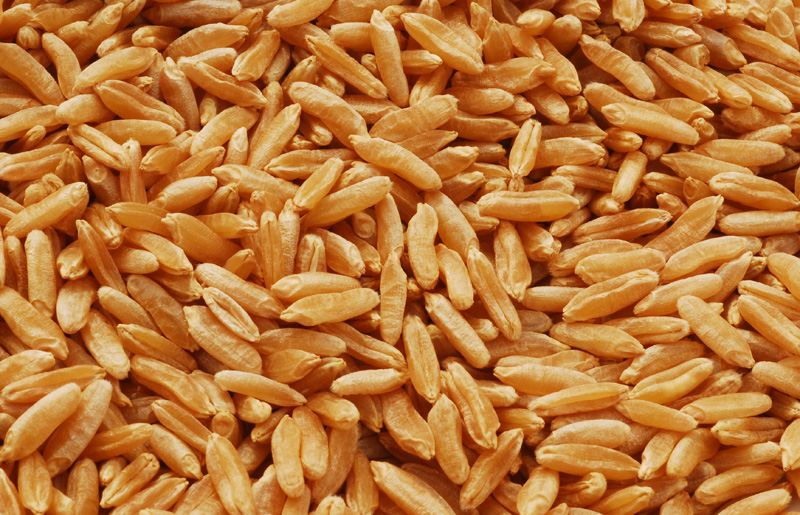
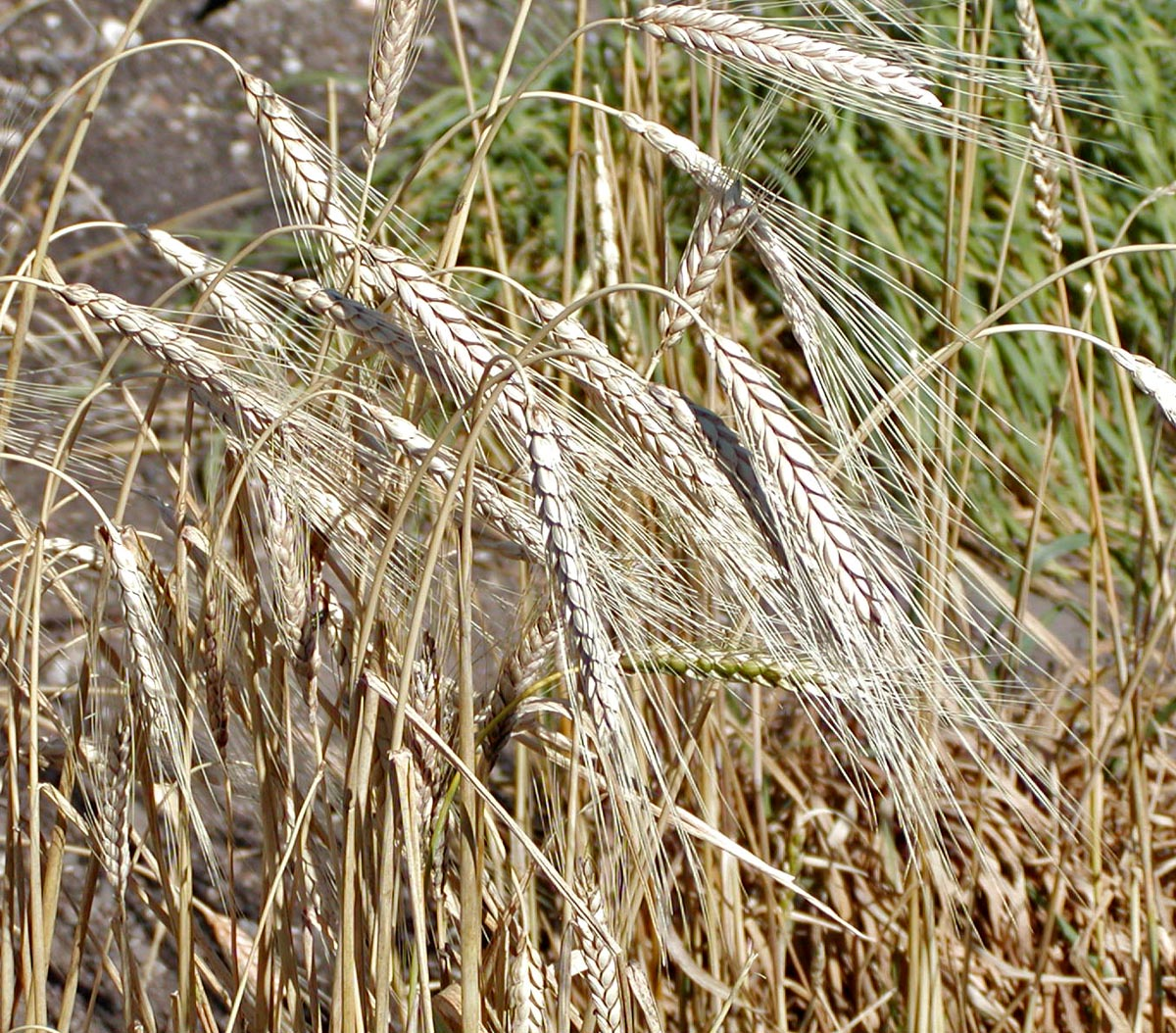